# Campeonato Internacional de Tênis de Santos de 2014
O Campeonato Internacional de Tênis de Santos de 2014 foi um torneio profissional de tênis jogado em quadras de saibro. Foi a quarta edição do torneio, fez parte do ATP Challenger Tour de 2014. Ela ocorreu em Santos, São Paulo, Brasil, entre 21 e 27 de abril de 2014.

## Entradas na chave principal de simples

### Cabeças de chave
| País | Jogador                     | Rank | N° |
| ---- | --------------------------- | ---- | -- |
| USA  | Denis Kudla                 | 109  | 1  |
| SVN  | Blaž Rola                   | 121  | 2  |
| ARG  | Diego Sebastián Schwartzman | 122  | 3  |
| ARG  | Guido Pella                 | 125  | 4  |
| POR  | João Sousa                  | 133  | 5  |
| USA  | Wayne Odesnik               | 148  | 6  |
| NED  | Thiemo de Bakker            | 151  | 7  |
| ARG  | Máximo González             | 156  | 8  |

### Outras entradas
Os seguintes jogadores receberam wildcards para entrar na chave principal:
- José Pereira
- Flávio Saretta
- Wilson Leite
- Thiago Monteiro

Os seguintes jogadores entraram pelo qualifying:
- Mathias Bourgue
- Alberto Brizzi
- Emilio Gómez
- Janez Semrajc

## Entradas na chave principal de duplas

### Cabeças de chave
| País | Jogador          | País | Jogador           | Rank | N° |
| ---- | ---------------- | ---- | ----------------- | ---- | -- |
| BRA  | Andre Sá         | BRA  | João Souza        | 227  | 1  |
| ARG  | Máximo González  | ARG  | Andrés Molteni    | 267  | 2  |
| NED  | Thiemo de Bakker | BRA  | Marcelo Demoliner | 327  | 3  |
| ARG  | Guillermo Duran  | ARG  | Renzo Olivo       | 348  | 4  |

### Outras entradas
Os seguintes jogadores receberam wildcards para entrar na chave principal:
- André Ghem /  Flávio Saretta
- Leonardo Couto /  Mário Santos Neto
- José Pereira /  Alexandre Tsuchiya

## Campeões

### Simples
- Máximo González der.  Gastão Elias, 7–5, 6–3

### Duplas
- Máximo González /  Andrés Molteni der.  Guillermo Durán /  Renzo Olivo, 7–5, 6–4